# Angelica Saggese
Angelica Saggese (Oliveto Citra, 10 aprile 1972) è una politica italiana, senatrice della Repubblica per il Partito Democratico durante la XVII legislatura della Repubblica Italiana.

## Biografia
Nata ad Oliveto Citra, in provincia di Salerno, ma vive a Salerno.

### Attività politica
Segretaria Comunale, alle elezioni amministrative del 2010 si candida alla carica di sindaco di San Gregorio Magno, con la lista civica "Ginestra"; ma non viene eletta, quindi sale all'opposizione.

#### Elezione a senatore
Alle elezioni politiche del 2013 si candida al Senato della Repubblica, tra le liste del Partito Democratico nella circoscrizione Campania in quarta posizione, venendo eletta senatrice. Il 21 marzo 2013 diviene Segretario del Senato della Repubblica in quota PD.
Il 14 gennaio 2016 è tra i 31 parlamentari, soprattutto di area cattolica, del PD a firmare un emendamento contro l'articolo 5 del disegno di legge Cirinnà riguardante l'adozione del figlio del partner.

#### Fuori dal Parlamento
Alle elezioni politiche del 2018 è stata ricandidata al Senato nelle liste del Partito Democratico, ma non viene rieletta.
Il 27 aprile 2021 viene nominata dai presidenti d'Italia Viva Teresa Bellanova ed Ettore Rosato, assieme al sindaco di Ercolano Ciro Buonajuto, coordinatrice regionale in Campania del partito.
Alle elezioni politiche anticipate del 2022 viene candidata alla Camera dei deputati, per la lista elettorale Azione - Italia Viva, ma non viene eletta.